# Batalha de Palo Alto
A Batalha de Palo Alto foi a primeira grande batalha da Guerra Mexicano-Americana e foi disputada em 8 de maio de 1846, em terras disputadas a 8 km da cidade (dias atuais Brownsville, Texas). Uma força de cerca de 3 400 mexicanos uma parte do Army of The North liderados pelo general Mariano Arista que contratou uma força de 2 400 homens dos Estados Unidos - o chamados de "Army of Observation".

## Antecedentes
A guerra começou, como resultado dos esforços mexicanos para cercar uma instalação do exército dos Estados Unidos, "Fort Texas", que os mexicanos visto como tendo sido construída dentro dos limites do Texas Mexicano. General Zachary Taylor, recebendo suprimentos de Port Isabel, e ouviu o relato distante de tiros de canhão. Os mexicanos começaram a atacar o Fort Texas. Taylor reuniu suas tropas e correu para ajudar os defensores do forte, mas foi interceptado por uma força mexicana comandado pelo general Arista. Outra força mexicana (1 540 homens, incluindo 14 canhões de artilharia, Matamoros Natl. Batalhão de Guardas, México (Col. F. de Berra), Puebla (Colorado Orihuella) e Morelia (Col. Urriza) Batalhões Activos) sob o general Francisco Mejia foram deixado para trás em Fort Brown & Matamoros.

## Batalha

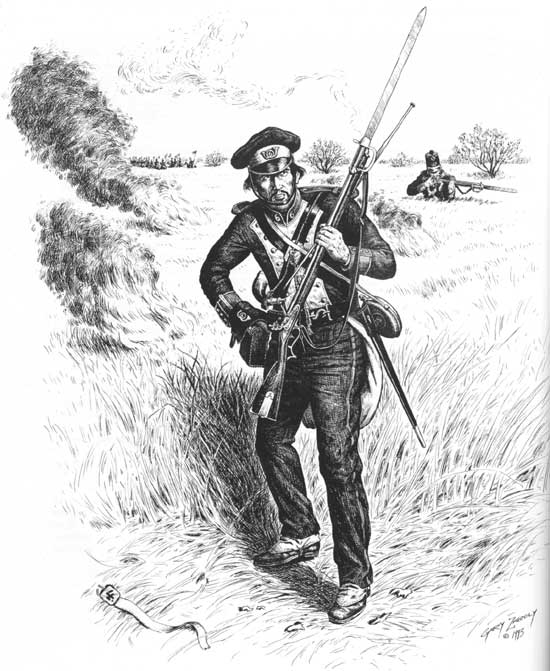
Soldado mexicano em Palo Alto.

Exército do general Arista estava estendido em uma grande área, fazendo um ataque de baionetas americanas impossível. Taylor, em um movimento improvável, avançou sua artilharia para atacar o inimigo. Foi esta "Artilharia Voadora", a tática de usar artilharia leve para atacar, então se mover rapidamente para outro local e atacar, mais uma vez, desenvolvido pelo Major Samuel Ringgold, que venceu a batalha para os americanos. A artilharia mexicana, pesada e lenta, era inútil no mato alto em Palo Alto. Arista ordenou ataque de cavalaria para flanquear os artilheiros de artilharia, mas o ataque norte-americano "Artilharia Voadora" foi capaz de mobilizar e deslocar.

## Consequências

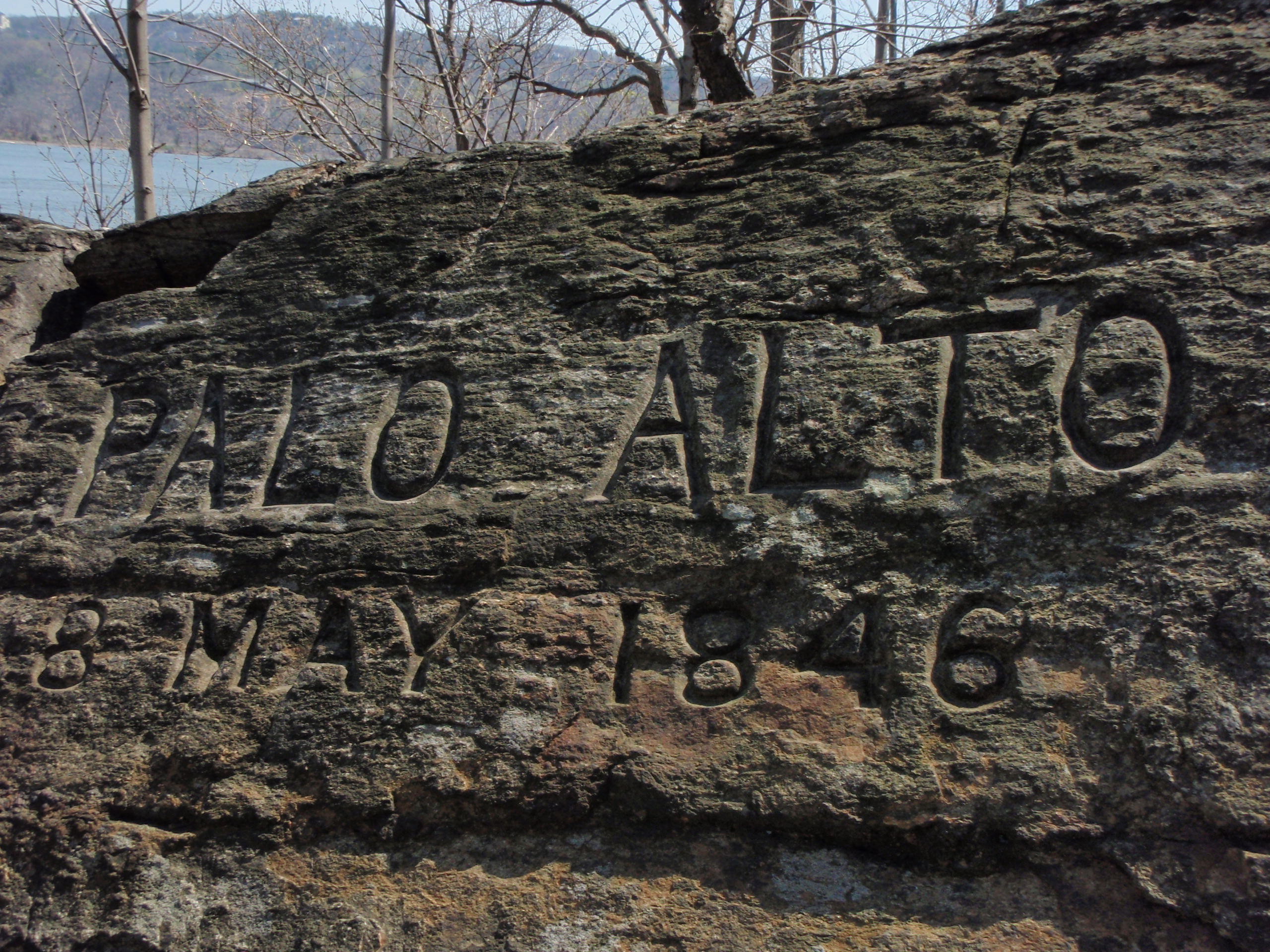
Monumento à Batalha de Palo Alto em West Point.

Ringgold morreu de ferimentos causados na batalha, mas a sua morte estimulou um impulso significativo para a moral em toda a América. Após o primeiro dia, Taylor seguiu para descobrir que os mexicanos se retiraram do campo de batalha e se deslocaram para o próximo local de batalha, Resaca de la Palma.
Os mexicanos sofreram grandes baixas em comparação com os norte-americanos por várias razões. O exército mexicano tinha pólvora de má qualidade em comparação com os norte-americanos, e o tempo de recarga é menor de seus canhões e mosquetes comparado com os mexicanos. A pólvora de má qualidade tinha uma tendência de explodir prematuramente e causar ferimentos, muitos soldados a carregavam pequenas quantidades de pólvora nos mosquetes, afetando ainda mais o alcance de suas armas. Soldados mexicanos geralmente tinham pouco treinamento e muitas vezes com medo da pólvora volátil.
O campo de batalha histórico de Palo Alto agora é mantido pelo Serviço Nacional de Parques.